# Anton Pieckcarrousel
Anton Pieckcarrousel of Anton Pieckmolen (voorheen Mallemolen) is een attractie in het Nederlandse attractiepark de Efteling gelegen op het Anton Pieckplein achter De Ganzenhoedster. De carrousel opende in 1955 naar ontwerp van Anton Pieck.

## Geschiedenis
De carrousel is rond 1900 gebouwd en aangekocht in 1954 door de Efteling. Na een restauratie opende de carrousel in 1955 tegelijk met de Stenen Kip.
In de beginjaren werd de attractie weergegeven onder de naam Mallemolen.

### Restauratie
In 2006 is de carrousel grondig gerenoveerd en volledig uit elkaar gehaald. In 2018 vond nog een grote renovatie plaats.
Lijst van attracties in de Efteling · Lijst van sprookjes in de Efteling · Afbeeldingen